# Équipe cycliste de Vélo Sport Musulman
 (mai 2024).
Si vous disposez d'ouvrages ou d'articles de référence ou si vous connaissez des sites web de qualité traitant du thème abordé ici, merci de compléter l'article en donnant les références utiles à sa vérifiabilité et en les liant à la section « Notes et références ».
Vélo Sport Musulman est une équipe algérienne de cyclisme sur route.

## Histoire de l'équipe
Le 26 octobre 1936, Medjebri Benaissa et Mohamed Cherchali ont l’idée de former une équipe cycliste. Des coureurs de la J.A.P., de la Roue d’Or, du V.C.R. et du V.C.A. rejoignent l'équipe, comme Abdel-Kader Abbès, Mohamed Amara, Kaddour Cherchali, Abdel-Kader Zaaf, Amari, Mustapha Bendjiar.
Le 10 janvier 1937, Abdel-Kader Abbes triomphe sur le Prix du Refuge Normandie et le 31 janvier suivant sur le Prix Aïssa, que Mohamed Amara gagne. L'équipe connaît ensuite d'autres succès, avec notamment Amari, Mohamed Amara et Abdel-Kader Zaaf.
Le 28 février, l’Echo d’Alger organise son Grand Prix. Zaaf se classe le 8e, Cherchali 10e, Amara 11e, Amari 14e. Les courses sont nombreuses et sur route comme sur piste, Le Vélo Sports Musulman décroche presque toutes les premières places. Medjebri, Achacha et Aussias sont à l’honneur.
Les années 1938 et 1939 sont aussi fertiles en succès, toujours avec les mêmes hommes : le Prix Abbès, le Championnat de Cross Cyclo-Pédestre, le Prix Medjebri, le Tour du Maroc, le Prix de Maison-Carrée, le Prix d’Aumale, de Guyotville et de Douaouda.
En 1941, le Vélo Sports Musulman est champion d’Algérie sur piste. Il décroche également le Championnat sur route et le Grand Prix de Vitesse des Sociétés.

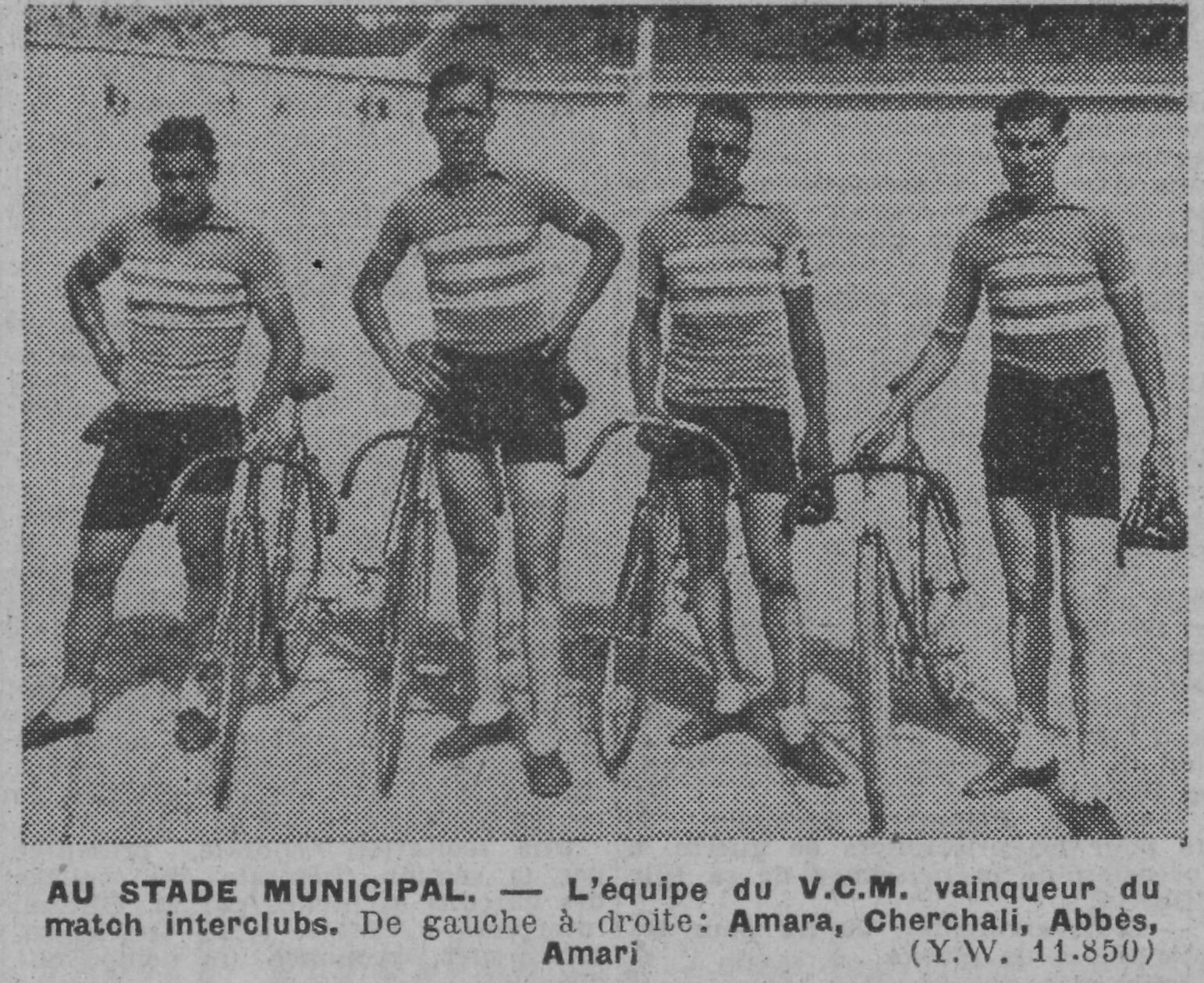
Les coureurs Amara, Cherchali, Abbès et Amari

Amara, Abbès, Cherchali, Amari et Zaaf se rendent en Métropole pour représenter le cyclisme algérien. Une course a lieu en juillet 1941 et le Vélo Sports Musulman est champion de France.
En 1942, le V.S.M. se classe second au Critérium de France des Sociétés. Il obtient le même résultat en poursuite, à quatre secondes de la Joyeuse Pédale de Marseille. 
En 1943, c'est Gacem qui gagne le Pas Dunlop et enlève quelque temps après le Championnat d’Alger sur route, championnat réservé aux cadets.
En 1943, Amara s’adjuge le Championnat d’Alger de vitesse, que Zaaf passe le premier la ligne au Prix des Commerçants de Blida, tandis que le Prix Devaux, en deux étapes, voit le même Zaaf enlever la première et Abbès triompher à la seconde.
En avril 1943 se tient le Prix d’Affreville, au cours duquel certains coureurs refusent de prendre le départ de la course. Le Comité de l’U.V.F. sanctionne leur attitude de trois mois de suspension. Mais le V.S.M. est plus sévère et les radie, préférant se priver de leurs services plutôt que de tolérer un geste peu sportif.
S'ensuit une période plus calme jusqu'en 1945 où le V.S.M. est contraint comme bien des groupements à ralentir son activité.

## Coureurs
- Abbès Abdel-Kader
- Achacha Mohamed
- Lakhdar Amar
- Amara Mohamed
- Amari Lakdar
- Amari Rabih
- Aoun Larbi
- Bendjiar Mustapha
- Cherchali Kaddour
- Cherchali Mohamed
- Chibane Ahmed[6]
- Djilali Ben Amar
- Djilali Bencheik
- El Bessegui Abderahmane
- Kebaïli Ahmed
- Medjebri Benaissa
- Mokhtari Hassan
- Ouasfia
- Sayeh
- Zaâf Abdel-Kader